# Marele Premiu al Austriei din 2020
Marele Premiu al Austriei din 2020 (cunoscut oficial ca Formula 1 Rolex Grosser Preis Von Österreich 2020) a fost o cursă auto de Formula 1 ce s-a desfășurat pe 5 iulie 2020 în Spielberg, Austria. Cursa a fost prima etapă a Campionatului Mondial de Formula 1 din 2020. A fost pentru a treizeci și treia oară când s-a desfășurat o etapă de Formula 1 în Austria.
Pilotul echipei Mercedes, Valtteri Bottas, a ieșit câștigătorul cursei.

## Pneuri

### Pneurile programate de Pirelli pentru cursă
| Numele compusului | Culoare | Culoare | Condițiile meteo | Aderență | Durabilitate |
| ----------------- | ------- | ------- | ---------------- | -------- | ------------ |
| Dur C2            | H       |         | Uscat            | Mică     | Mare         |
| Mediu C3          | M       |         | Uscat            | Medie    | Medie        |
| Moale C4          | S       |         | Uscat            | Mare     | Mică         |
| Intermediar       | I       |         | Ploaie ușoară    |          |              |
| Ploaie            | W       |         | Ploaie           |          |              |

### Cele mai folosite pneuri
| Numele compusului | Culoare | Culoare | Numărul de tururi                  | Condițiile meteo |
| ----------------- | ------- | ------- | ---------------------------------- | ---------------- |
| Dur C2            | H       |         | 45 (Bottas, Hamilton, Gasly, Ocon) | Uscat            |
| Mediu C3          | M       |         | 45 (Pérez)                         | Uscat            |
| Moale C4          | S       |         | 42 (Albon)                         | Uscat            |

## Clasamente

### Calificări

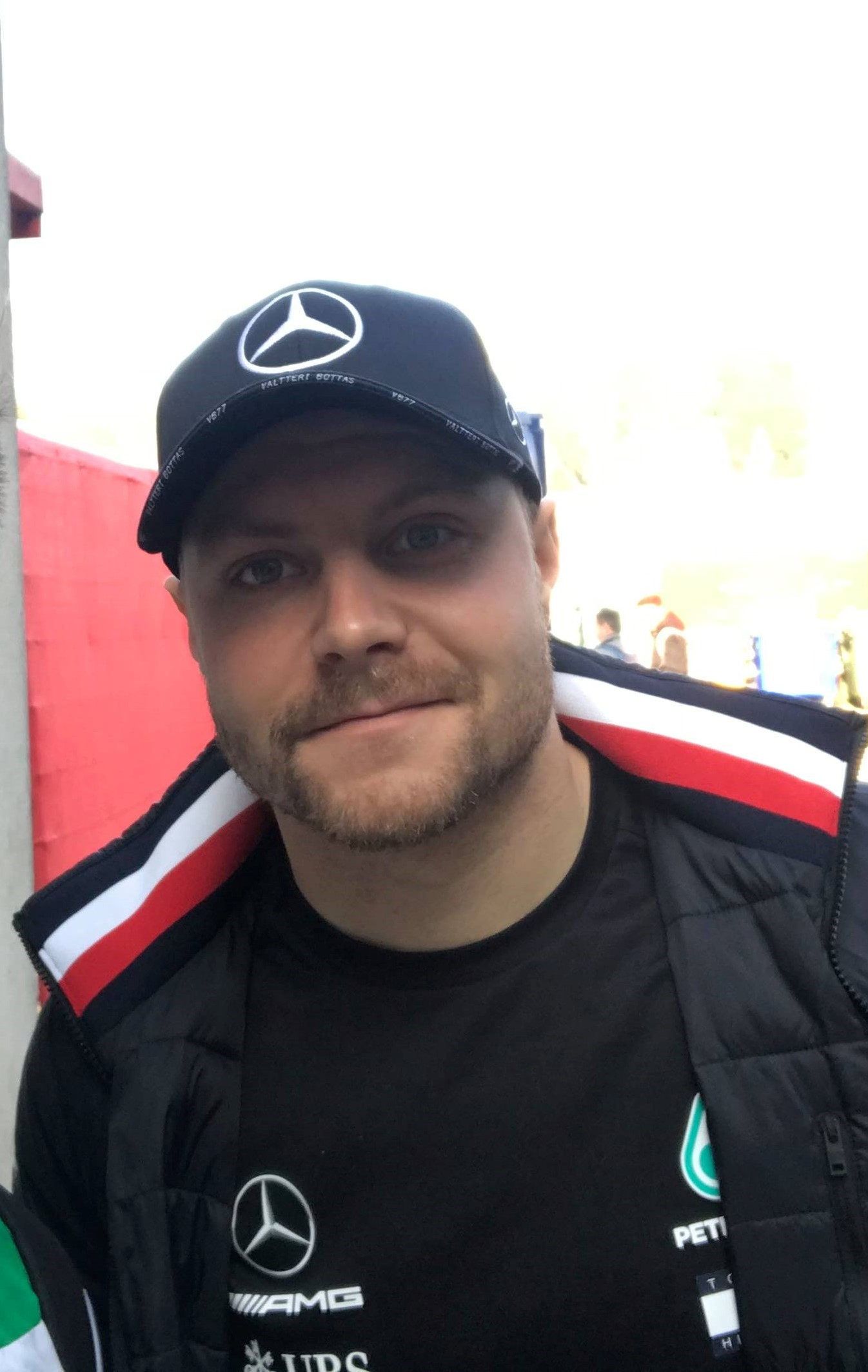
Valtteri Bottas a plecat din pole position pentru a douăsprezecea oară în carieră

| Poz.                  | Nr. | Pilot              | Constructor               | Timpi calificări | Timpi calificări | Timpi calificări | Grila finală |
| Poz.                  | Nr. | Pilot              | Constructor               | Q1               | Q2               | Q3               | Grila finală |
| --------------------- | --- | ------------------ | ------------------------- | ---------------- | ---------------- | ---------------- | ------------ |
| 1                     | 77  | Valtteri Bottas    | Mercedes                  | 1:04,111         | 1:03,015         | 1:02,939         | 1            |
| 2                     | 44  | Lewis Hamilton     | Mercedes                  | 1:04,198         | 1:03,096         | 1:02,951         | 5            |
| 3                     | 33  | Max Verstappen     | Red Bull Racing-Honda     | 1:04,024         | 1:04,000         | 1:03,477         | 2            |
| 4                     | 4   | Lando Norris       | McLaren-Renault           | 1:04,606         | 1:03,819         | 1:03,626         | 3            |
| 5                     | 23  | Alexander Albon    | Red Bull Racing-Honda     | 1:04,661         | 1:03,746         | 1:03,868         | 4            |
| 6                     | 11  | Sergio Pérez       | Racing Point-BWT Mercedes | 1:04,543         | 1:03,860         | 1:03,868         | 6            |
| 7                     | 16  | Charles Leclerc    | Ferrari                   | 1:04,500         | 1:04,041         | 1:03,923         | 7            |
| 8                     | 55  | Carlos Sainz Jr.   | McLaren-Renault           | 1:04,537         | 1:03,971         | 1:03,971         | 8            |
| 9                     | 18  | Lance Stroll       | Racing Point-BWT Mercedes | 1:04,309         | 1:03,955         | 1:04,029         | 9            |
| 10                    | 3   | Daniel Ricciardo   | Renault                   | 1:04,556         | 1:04,023         | 1:04,239         | 10           |
| 11                    | 5   | Sebastian Vettel   | Ferrari                   | 1:04,554         | 1:04,206         | N/A              | 11           |
| 12                    | 10  | Pierre Gasly       | AlphaTauri-Honda          | 1:04,603         | 1:04,305         | N/A              | 12           |
| 13                    | 26  | Daniil Kveat       | AlphaTauri-Honda          | 1:05,031         | 1:04,431         | N/A              | 13           |
| 14                    | 31  | Esteban Ocon       | Renault                   | 1:04,933         | 1:04,643         | N/A              | 14           |
| 15                    | 8   | Romain Grosjean    | Haas-Ferrari              | 1:05,094         | 1:04,691         | N/A              | 15           |
| 16                    | 20  | Kevin Magnussen    | Haas-Ferrari              | 1:05,164         | N/A              | N/A              | 16           |
| 17                    | 63  | George Russell     | Williams-Mercedes         | 1:05,167         | N/A              | N/A              | 17           |
| 18                    | 99  | Antonio Giovinazzi | Alfa Romeo Racing-Ferrari | 1:05,175         | N/A              | N/A              | 18           |
| 19                    | 7   | Kimi Räikkönen     | Alfa Romeo Racing-Ferrari | 1:05,224         | N/A              | N/A              | 19           |
| 20                    | 6   | Nicholas Latifi    | Williams-Mercedes         | 1:05,757         | N/A              | N/A              | 20           |
| Regula 107%: 1:08,505 |     |                    |                           |                  |                  |                  |              |
| Sursa:                |     |                    |                           |                  |                  |                  |              |

Note

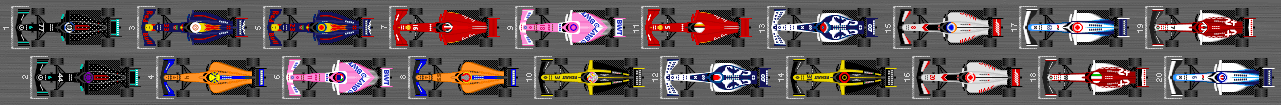
Grila de start.

- ^1 – Hamilton a fost penalizat cu 3 locuri pe grila de start pentru neîncetinirea la fluturarea steagurilor galbene.

### Cursă
| Poz.                                                            | Nr. | Pilot              | Constructor               | Tururi | Timp/Retras          | Puncte |
| --------------------------------------------------------------- | --- | ------------------ | ------------------------- | ------ | -------------------- | ------ |
| 1                                                               | 77  | Valtteri Bottas    | Mercedes                  | 71     | 1:30:55.739          | 25     |
| 2                                                               | 16  | Charles Leclerc    | Ferrari                   | 71     | +2.700s              | 18     |
| 3                                                               | 4   | Lando Norris       | McLaren-Renault           | 71     | +5.491s              | 16     |
| 4                                                               | 44  | Lewis Hamilton     | Mercedes                  | 71     | +5.689s              | 12     |
| 5                                                               | 55  | Carlos Sainz Jr.   | McLaren-Renault           | 71     | +8.903s              | 10     |
| 6                                                               | 11  | Sergio Pérez       | Racing Point-BWT Mercedes | 71     | +15.092s             | 8      |
| 7                                                               | 10  | Pierre Gasly       | AlphaTauri-Honda          | 71     | +16.682s             | 6      |
| 8                                                               | 31  | Esteban Ocon       | Renault                   | 71     | +17.456s             | 4      |
| 9                                                               | 99  | Antonio Giovinazzi | Alfa Romeo Racing-Ferrari | 54     | +21.146s             | 2      |
| 10                                                              | 5   | Sebastian Vettel   | Ferrari                   | 71     | +24.545s             | 1      |
| 11                                                              | 6   | Nicholas Latifi    | Williams-Mercedes         | 71     | +31.650s             |        |
| 12                                                              | 26  | Daniil Kveat       | AlphaTauri-Honda          | 67     | Pană                 |        |
| 13                                                              | 23  | Alexander Albon    | Red Bull Racing-Honda     | 67     | Electronice          |        |
| Ab                                                              | 7   | Kimi Räikkönen     | Alfa Romeo Racing-Ferrari | 53     | Roată                |        |
| Ab                                                              | 63  | George Russell     | Williams-Mercedes         | 49     | Presiune combustibil |        |
| Ab                                                              | 8   | Romain Grosjean    | Haas-Ferrari              | 49     | Frâne                |        |
| Ab                                                              | 20  | Kevin Magnussen    | Haas-Ferrari              | 24     | Frâne                |        |
| Ab                                                              | 18  | Lance Stroll       | Racing Point-BWT Mercedes | 20     | Motor                |        |
| Ab                                                              | 3   | Daniel Ricciardo   | Renault                   | 17     | Supraîncălzire       |        |
| Ab                                                              | 33  | Max Verstappen     | Red Bull Racing-Honda     | 11     | Electronice          |        |
| Cel mai rapid tur: Lando Norris (McLaren) – 1:07,475 (turul 71) |     |                    |                           |        |                      |        |
| Sursa:                                                          |     |                    |                           |        |                      |        |

| Loc    | 1  | 2  | 3  | 4  | 5  | 6 | 7 | 8 | 9 | 10 | CMRT |
| Puncte | 25 | 18 | 15 | 12 | 10 | 8 | 6 | 4 | 2 | 1  | 1    |

Note

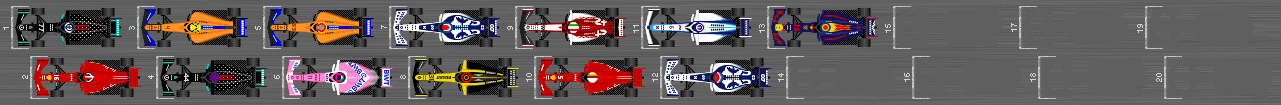
Clasamentul final.

- ^1 – Include un punct pentru cel mai rapid tur.
- ^2 – Hamilton a primit o penalizare de 5 secunde după pentru provocarea unei coliziuni.
- ^3 – Pérez a primit o penalizare de 5 secunde pentru accelerare în boxe.

## Clasamentele campionatelor după cursă
|  | Poz. | Pilot            | Puncte |
|  | ---- | ---------------- | ------ |
|  | 1    | Valtteri Bottas  | 25     |
|  | 2    | Charles Leclerc  | 18     |
|  | 3    | Lando Norris     | 16     |
|  | 4    | Lewis Hamilton   | 12     |
|  | 5    | Carlos Sainz Jr. | 10     |

|  | Poz. | Constructor               | Puncte |
|  | ---- | ------------------------- | ------ |
|  | 1    | Mercedes                  | 37     |
|  | 2    | McLaren-Renault           | 26     |
|  | 3    | Ferrari                   | 19     |
|  | 4    | Racing Point-BWT Mercedes | 8      |
|  | 5    | AlphaTauri-Honda          | 6      |

- Notă: Doar primele cinci locuri sunt prezentate în ambele clasamente.